# 元禄繚乱
『元禄繚乱』（げんろくりょうらん）は、1999年1月10日から12月12日まで放送されたNHK大河ドラマ第38作。主演は五代目中村勘九郎。

## 概要
江戸時代を扱った作品は1995年の『八代将軍吉宗』以来で、忠臣蔵を題材としたのは1982年の『峠の群像』以来、大河ドラマ初期の1964年の『赤穂浪士』以来4作目となる。原作は1950年代末から1960年代初頭にかけて連載された舟橋聖一の『新・忠臣蔵』で、舟橋作品の大河ドラマ化は第1作の『花の生涯』（1963年）以来となる。主演の五代目中村勘九郎（のちの18代目中村勘三郎）は『武田信玄』（1988年）以来の出演で、4度目の大河ドラマ出演にして主演抜擢となった。
仇討ちにより、箍が緩んだ元禄時代の世相と五代将軍・徳川綱吉の治世への抗議を目論む大石内蔵助、吉良上野介の親類である米沢藩上杉家と赤穂浪士とを相争わせ、己の権勢のために両藩の取り潰しを狙う柳沢吉保、その柳沢の謀略の阻止を狙う米沢藩家老・色部又四郎、この3人の謀略戦を主軸にして忠臣蔵を描いている。
本作は、放送中盤までアバンタイトルを採用していない。その後、本放送のときのみ「元禄繚乱1分前」というミニコーナーが設けられ、その後正式にアバンタイトルを導入した。
オープニングは元禄時代と忠臣蔵を組み合わせた活発さ・賑やかさをイメージしたテーマ曲と、元禄文化の一つでもある歌舞伎・浄瑠璃をイメージしたCGのタイトルバックが使われた。冒頭で襖を開くと現れるクジャクと、次のカットで遡る小川の梅並木は、忠臣蔵を扱った1975年度の『元禄太平記』でもタイトルバックに使われた尾形光琳筆の「孔雀立葵図屏風」・「紅白梅図屏風」をモチーフとしている。ただし、本作は花と芸能舞踊をテーマにした映像なので、双方の共通点はこの2点に留まる。池辺晋一郎作曲のメインテーマ曲は尺の都合で構成上重要な再現部（主題）がカットされてしまっている。
大河ドラマを数多く演出した大原誠チーフディレクターの、実質最後の大河作品である。過去の大河作品で主役・準主役を演じたスター達が数多く助演しているほか、歌舞伎俳優や歌舞伎出身の俳優が数多く起用された。また、その後の大河ドラマで主役を演じる事となる滝沢秀明と宮崎あおい・阿部サダヲも加えると、大河主演経験者の出演が最多の作品となっている。
2025年現在、この作品以降大河ドラマで忠臣蔵をはじめとする元禄期を舞台とした作品は制作されていない。また、江戸時代のうち徳川家康の存命時代(1616年以前)と幕末以外を舞台とした作品の制作も、18世紀後半を舞台とする2025年の『べらぼう〜蔦重栄華乃夢噺〜』まで途絶えることとなった。 
2012年12月5日に勘九郎（放送6年後の2005年に十八代目中村勘三郎を襲名）が他界したため、同年12月9日にNHKアーカイブスで第47回「四十七士討入り」、12月29日にBSプレミアムで総集編全4回が再放送された。
2019年放送の『いだてん〜東京オリムピック噺〜』では物語の前半部にて、本作の主演の五代目勘九郎の長男である六代目中村勘九郎が主演を務めた。大河ドラマにて親子二代で主演を務めた事例は緒形拳・緒形直人の前例があるが、同一の芸名での主演はこれが初の事例となる。なお、後半部は本作で真田信就を演じた阿部サダヲが主演を務めた。
平均視聴率は20.2%、最高視聴率は28.5%。

### トラブル
当番組は撮影中から数多くのトラブルに見舞われ、放送中にそれがゴシップで報じられることとなった。特に主演の勘九郎と脚本の中島丈博との対立が連日報道された。
- 中島が後に上梓した『シナリオ無頼』によれば、当初勘九郎の出番が少なく、徳川綱吉役の萩原健一がほとんど主役扱いであったことに勘九郎が不満を持っていたとしている。
- 一方で、その萩原が後に上梓した『ショーケン』によると、勘九郎とのシーンで勘九郎がテイクのたびに台詞を変えていたことから、「これでは中島が怒るのも無理はない」としている。
- 染子役の鈴木保奈美はクランクイン後に妊娠が判明。このため帯を締めることができず、当初の予定より出演が大幅に減らされることとなった[2]。鈴木はその後、2011年の大河ドラマ『江〜姫たちの戦国〜』で復帰した。
- 勘九郎の提案により、りく役の大竹しのぶの元夫である明石家さんまをゲストスターとして起用し撮影も終了したが、ディレクターの判断によりワンシーンだけ残して他のシーンをすべてカットした[3]。これにはさんまが激怒し、NHKと絶縁した[4]。
- クランクアップ後の打ち上げで中島と勘九郎が同席。勘九郎はさんまの件で顔を潰されたうえ、黒幕は中島だと判断。一方の中島は勘九郎の演技を「目が死んでいる」と非難したことから、スタッフ一同の面前で両者がつかみ合いの大喧嘩を始めるという騒動となった。同席した大竹が深夜2時に自宅で就寝していたさんまに電話し「お願い、今すぐ来て。誰も止めようとしないの」と懇願したが、さんまはこれを拒否したと発言している。宝井役の国本武春は当初、打ち上げの余興で浪曲を披露する予定だったが、この騒動でスタッフから控えるよう目で合図されたという。

## あらすじ
播磨国赤穂藩家老・大石内蔵助は「昼行灯」と呼ばれるほどの遊び好きで呑気な男。しかし人懐っこい性格で数々の調停に手腕を発揮し、藩士・領民の人気は高く、藩主・浅野内匠頭の信任も厚かった。
そんな平穏な赤穂藩に激震が走る。刃傷・松の廊下事件―この一件が呑気な家老の人生を激変させた。狂気の将軍・綱吉とその側用人・柳沢吉保の裁定により内匠頭は即日切腹、一方事件の被害者・吉良上野介はお咎めなし。
喧嘩両成敗の定法を無視した幕府の裁定に藩内は吉良への仇討ちの機運が高まるが、内蔵助ははやる藩士達を制し、内匠頭の弟・大学長広を新たな藩主に据え、お家再興を幕府に働きかける。しかし柳沢の謀略により赤穂藩は断絶。藩士は全員禄を失い、浪人となる。
内蔵助は吉良への仇討ちにより幕府への抗議を目論み、本意を隠しながらその機をうかがう。一方柳沢は赤穂浪士の仇討ちにより、吉良の実子が養子入りした米沢上杉家とを相争わせ、広島藩浅野本家と米沢藩上杉家あわせて57万石の取り潰しを画策。米沢藩家老・色部又四郎はその柳沢の謀略を察知し、赤穂浪士による仇討ち防止に奔走する。
大石、柳沢、色部、3人の男達の激しい謀略戦が始まった。

## 登場人物
各登場人物の歴史的事項・史実との違い等については当該記事を参照 。

### 大石家
- 大石内蔵助：五代目中村勘九郎
家老の見習いだった延宝6年 （1678）、20歳のときに初めて江戸に出た。吉原に行った際、そこで拾った財布が縁で色部又四郎と知り合う。のち赤穂藩筆頭家老になる。
昼行灯と呼ばれ、女人と戯れる事を好むなど、呑気な一面も持つが、真面目な性格の持ち主。主君に対する思いも人一倍であった。
討ち入り計画の段階で、血判状を書き浪士たちの意思を確認しようとし、血気に走る者に対しては「とにかく待て」と冷静に対処するように促している。
お軽からは好意をもたれており、入浴時に体に湯をかけさせたこともある。
- りく：大竹しのぶ
内蔵助を支える妻であり、主税の母。
- 大石松之丞→大石主税：熊木翔→二代目中村七之助
内蔵助の嫡男。父たちの動きに感動し、自らも浪士に加わる。
- おまさ：南果歩
内蔵助の赤穂時代の妾。
- お軽：安達祐実
島原の稚児として客である内蔵助に出会い、その人柄にふれて好意を抱くようになる。
赤穂藩取りつぶし後、内蔵助に女中として身請けされる。身請けされた当初は子供らしさが抜けず、歯に衣着せぬ言動で内蔵助・進藤源四郎以外の浪士とことごとく対立。特に原惣右衛門や大高源五は女狐と罵り、遠ざけるよう何度となく内蔵助に諫言していた。また、その出自が影響してか女性としての羞恥心も殆どなく、洗髪中に原惣右衛門と大高源五が訪ねてきたときには服を着ずに出迎え両人を戸惑わせた。
しかし、時を経るごとに女性として成長し、内蔵助を精神面で支える存在になっていった。内蔵助と別れる直前に内蔵助の子供を身ごもるが、内蔵助の足かせにならぬよう「遊郭に戻れば生きていける」と明るく振る舞っていた。最後は内蔵助の配慮で進藤源四郎に預けられ、最終回にて内蔵助との間の男子を出産。出産後は源四郎とりくによって男子と共に表社会から消された。以降は不明だが、終盤で登場した「五代目中村勘三郎」がその男子であると匂わせている。
- 大石頼母助：愛川欽也
内蔵助の後見人。
- 石束源五兵衛：四代目中村梅之助
内蔵助の妻・りくの父。
- 大石くう：小野寺華那→徐桑安→坂田麻衣子
内蔵助の娘。
- 大石るり：板倉美穂
同じく内蔵助の娘。
- 大石吉千代：鍋倉萌杜→北尾亘→柿本祐貴
内蔵助の次男。
- おきみ：飯島里奈
内蔵助の下女。
- 八助：佐藤輝
内蔵助の下僕。

### 赤穂四十七士
- 堀部安兵衛：阿部寛
- 吉田忠左衛門：山本學
- 原惣右衛門：井川比佐志
- 堀部弥兵衛：牟田悌三
- 大高源五：辰巳琢郎
- 片岡源五右衛門：橋爪淳
- 不破数右衛門：杉本哲太
- 神崎与五郎：三浦浩一
- 前原伊助：小倉久寛
- 岡野金右衛門：葛山信吾
- 矢頭右衛門七：今井翼
- 奥田孫太夫：六平直政
- 武林唯七：碇浩二
- 小野寺十内：川辺久造[注釈 2]
- 大石瀬左衛門：梶浦昭生
- 近松勘六：マギー
- 礒貝十郎左衛門：内田滋啓
- 寺坂吉右衛門：菅原加織
- 岡嶋八十右衛門：村井克行
- 富森助右衛門：西川鯉之亟
- 早水藤左衛門：真鍋敏宏
- 間喜兵衛：田村元治
- 間十次郎：勝亦正
- 間新六：野村健一郎
- 貝賀弥左衛門：遠藤剛
- 吉田沢右衛門：猿若裕貴
- 小野寺幸右衛門：宮本秀樹
- 奥田貞右衛門：古宮基成
- 間瀬久太夫：小池幸次
- 間瀬孫九郎：水月統一（現・水月駿一郎）
- 村松喜兵衛：中山敬一
- 村松三太夫：林力
- 菅谷半之丞：天乃大介
- 横川勘平：赤池高行
- 杉野十平次：横田大明
- 赤埴源蔵：中村仲助
- 木村岡右衛門：笠川太
- 千馬三郎兵衛：池田正男
- 中村勘助：花々前浩一
- 潮田又之丞：池田鉄洋
- 茅野和助：岡安泰樹
- 倉橋伝助：大島康一
- 三村次郎左衛門：安岡英之
- 勝田新左衛門：田中栄一
- 矢田五郎右衛門：小玉樹

### 浅野家とその家臣の縁者
- 浅野内匠頭：東山紀之
赤穂藩主。一回目の勅使饗応では吉良の支援で立派にやり遂げた。二回目は偶然が重なり歯車が狂い始める。
- 阿久利→瑤泉院：宮沢りえ
内匠頭の妻だが、実子はいない。
- 落合与左衛門：八木光生
三次藩士。内匠頭の死後に瑤泉院を預かる。阿久利が三次藩領にもっていた知行を領収し、現金を内蔵助に渡す。
- 浅野大学：赤坂晃
内匠頭の弟。やや兄夫婦を軽く見た言動が目立つ。
- 堀部幸：小松みゆき
堀部安兵衛の妻。
- 矢頭長助：品川徹
赤穂藩の勘定方。
- 矢頭菊：久野綾希子
矢頭長助の妻で右衛門七の母。
- 矢頭さよ：宮崎あおい
矢頭長助の娘で右衛門七の妹。
- 内田三郎右衛門：石井愃一
旗本・高田郡兵衛の叔父。
- 毛利右源太：大高洋夫
- おさよ：山下容莉枝
- おこよ：松坂優希

### その他の赤穂藩士
- 進藤源四郎：柄本明
内蔵助から信頼されていたが、討ち入り計画の段階で離脱した。
- 大野九郎兵衛：山口崇
赤穂藩浅野家の国家老。
- 奥野将監：寺田農
内蔵助と並ぶ赤穂浪士の指導者で赤穂藩取りつぶし後内蔵助とお家の再興を目指して行動を共にする。しかし、赤穂藩の仕置きが決定した際、あくまでお家再興を目指すべきと主張したため仇討ちを決定した内蔵助と対立し、袂を分かった。
- 高田郡兵衛：堤真一
堀部・奥田と並ぶ江戸急進派の筆頭だったが口が軽く方々に討ち入り計画を吹聴した。そのため、内田三郎右衛門に咎められてご公儀に訴えると脅され離脱せざるをえなくなった。
- 萱野三平：森宮隆
討ち入りに加わる意志を示したものの、討ち入りによる咎で萱野家断絶を恐れる兄と対立し、進むべき道が分からなくなり、自害してしまう。
- 田中貞四郎：加藤久詞
討ち入りに対する不安から辻斬りを行うようになる。堀部安兵衛と奥田孫太夫に辻斬りを止められ説得されるが、応じず両人に斬りかかり、奥田に斬られた。
- 小山田庄左衛門：井手らっきょ
- 毛利小平太：山崎有右
- 安井彦右衛門：冷泉公裕
- 藤井又左衛門：東野英心
- 月岡治右衛門：佐戸井けん太
- 多川九左衛門：松澤一之

### 吉良家・上杉家
- 吉良上野介：石坂浩二
高家で勅使饗応の指南役。美男と評判で富子に一目惚れされた。初登場時は黒髪の壮年でまだ若々しい。
長きに渡って赤穂浪士の討ち入りに怯えていたが、討ち入られた際は、粛然と死を受け入れる堂々とした態度をとる。
- 富子（梅嶺院）：夏木マリ
吉良上野介の妻。
- 吉良義周：谷野欧太→滝沢秀明
上杉綱憲の息子で吉良上野介の養子。養父を守るために四十七士と戦い負傷する。
- 上杉綱憲：宅麻伸
吉良上野介の長男。赤穂浪士討入りの際、改易を覚悟で出兵しようとした。
- 色部又四郎：松平健
米沢藩上杉家の国家老。吉原で大石内蔵助と知り合い親しくなるが、やがて敵対することとなる。討ち入りを恐れて保護を求める上野介を疎んでいる。
千坂のあと江戸家老を継ぐ。
- 千坂兵部：竜雷太
米沢藩上杉家の江戸家老。
- お順（妙海尼）：高岡早紀
色部又四郎に仕える忍びの者で、愛人。色部又四郎の命を受け、大石内蔵助の嫡男・大石主税に接近する。
- 浅路：奥菜恵
吉良上野介の側室。
- 小林平八郎：誠直也
吉良家家老。
- 清水一学：大森貴人
吉良家家臣。
- 山吉新八：山中聡
上杉から派遣された吉良家重臣。義周の供で諏訪配流に付き添う。
- 左右田孫兵衛：益富信孝
吉良家重臣。同じく義周の供で諏訪配流に付き添う。
- 柴田権之丞：中島久之
- 宮脇太郎次：近藤芳正
- およね（吉良家女中頭）：和泉ちぬ

### 徳川家
- 徳川綱吉：萩原健一
マザコン将軍。子宝に恵まれず、隆光の提言を参考に生類憐れみの令を出した。この影響で、周囲からは敬遠されてしまう。浪士たちの動きに警戒していた。
- 桂昌院：京マチ子
綱吉の母。息子を溺愛しており、綱吉の将軍就任を喜んでいた。
- 鷹司信子：涼風真世
綱吉の正室。五摂家の一つ・鷹司家の出身。
- お伝の方：鈴木砂羽
綱吉の側室。綱吉との間には、一男一女に恵まれる。
- 大典侍：平沢草
綱吉の側室。
- 常盤井：川野みゆき
綱吉の側室。大奥総取締でもある。
- 徳川家綱：堀内正美
先代将軍。綱吉の長兄。
- 鶴姫：西澤美優→鮎川まなみ→伊藤翠
綱吉の長女。のちに紀州徳川家へ嫁ぐ。
- 徳松：立原勇武
綱吉の嫡男。
- 越路（綱吉の侍女）：阿知波悟美

### 柳沢家
- 柳沢保明→柳沢吉保：村上弘明
綱吉の不手際をもみ消すために赤穂藩の取り潰しを図る。
- 染子：鈴木保奈美
吉保の妻。館林藩に奉公に出る際、岡島忠嗣と愛を誓い合っていた。その後、綱吉の手がついてしまうが、綱吉生母・桂昌院により大奥入りを阻まれ、柳沢保明（吉保）の側室として、下げ渡される。岡島忠嗣と密会を重ねた末、吉里を産む。
- 定子：篠原涼子
吉保の正室。子はいないが、夫婦仲は良い。
- 町子：海野けい子
吉保の側室。京の公家・正親町家の娘。
- 柳沢兵部→柳沢吉里：安達心平→浅利陽介→高橋一生
染子の子。実の父は岡島忠嗣だが、吉保の子として育てられる。
- 猿橋無差之介（吉保の間者）：柳沢慎吾
- 浦里（染子の叔母）：広田レオナ
出世を目論んで、姪・染子を綱吉に引き合わせた。しかし、桂昌院によって染子の大奥入りが阻まれ、染子と柳沢家へ移ることになり悔しがる。

### 幕府
- 仙石伯耆守久尚：滝田栄
幕府の大目付。
- 荒木十左衛門：西岡徳馬
同じく幕府の目付。
- 牧野備後守成貞：近藤正臣
綱吉が館林藩主の時代からの側近。吉保に「これからは側用人の時代だ」と告げる。
- 阿久利：渡辺えり子
成貞の正室
- 安子：椋木美羽
成貞の娘
- 堀田筑前守正俊：村井国夫
財政立て直しに取り組む中、贅沢を禁止する布令を大奥にも適用しようとした。しかし、このことが原因で綱吉と対立した。
- 酒井雅楽頭忠清：瑳川哲朗
前将軍時、「下馬将軍」として権勢を振るうも綱吉の将軍就任で失脚、失意のうちに病没した。しかしその死に自害の疑いをもった綱吉は、遺体を調査して自害であれば酒井家に厳罰を下そうと目論むが、先手を打たれて早々に荼毘に付されてしまった。
- 小笠原佐渡守長重：宗近晴見
老中。吉良上野介と深いつながりを持つ。十二月十四日の吉良邸茶会に出席する。
- 土屋相模守政直：深水三章
同じく老中。吉良上野介と深いつながりを持つ。
- 土屋主税逵直：萩原流行
政直の親戚。旗本だが、四十七士に対しては好意的。
- 荻原近江守重秀：升毅
勘定奉行。
- 稲葉石見守正休：本田博太郎
浅野長矩のはとこ。江戸城で刃傷を起こす。
- 稲葉丹後守正通：牧口元美
京都所司代。稲葉正休の刃傷で連座、所司代を罷免される。
- 多門伝八郎：生瀬勝久
- 庄田下総守：螢雪次朗
- 梶川与惣兵衛：岡山はじめ
- 大久保加賀守忠朝：神山寛
- 阿部豊後守正武：可知靖之
- 榊原采女：松井範雄
- 隆光：篠井英介
綱吉の長男誕生を切望する桂昌院に祈祷を託される。しかし、子供が生まれなかったので理由を聞かれた際、綱吉の前世の殺傷のせいだと言い逃れた。
- 亮賢：築茂栄順
- 祐海：久保晶

### 大名
- 細川越中守綱利：菅原文太
- 田村右京大夫建顕：北村総一朗
- 戸田采女正氏定：磯部勉
- 伊達左京亮宗春：永森英二
- 土方市正雄豊：草見潤平
- 脇坂淡路守安照：久富惟晴
- 真田伊賀守信利：草薙良一
沼田騒動で改易となる。
- 真田信就（真田信音）[注釈 3]：阿部サダヲ
信利の嫡男。赤穂に流罪となる。
- 加藤越中守明英：鹿内孝
- 藤堂和泉守高久：藤堂新二
- 山内大膳亮豊明：大石継太
- 鍋島摂津守直之：石塚英彦
- 木下肥後守公定：鳥木元博
- 本庄安芸守資俊：斉木しげる

### 諸藩武士
- 岡島忠嗣：吉田栄作
架空の人物でオリジナルキャラ。
改易された沼田藩家老の子。上州沼田にて染子と愛を誓い合っていた。寺坂吉右衛門の代わりに討ち入りに参加し、討ち入り後も生き延びて、事件の語り部となっている。
- 岡島伊代：岡本綾
忠嗣の妹。兄の命により吉良邸に女中奉公へ上がり、屋敷内を調べていたが、正体が発覚。無残な最期を迎える。
- 岡島成忠：中山仁
- 岡島忠宗：高知東生
- おてつ：渋谷琴乃
- 萱野七郎左衛門：梅野泰靖
萱野三平の父。
- 萱野重通：デビット伊東
萱野三平の兄。弟は討ち入りに加わろうとしていたが、萱野家断絶を警戒し弟と対立。
- 進藤七郎右衛門：加藤武
- 堀内伝右衛門：石田太郎[注釈 4]
- 原田源四郎：飯田基祐
- 鶴見内蔵助：佐藤允
- 石井又左衛門：宮尾すすむ

### 江戸の人々
- 英一蝶：片岡鶴太郎
江戸で人気を博す絵師。
- 山鹿素行：伊藤孝雄
軍学者。吉良上野介と深いつながりを持つ。著作『聖教要録』を吉良が話題にするが、浅野に「読んでないから知らない」と言われてしまう。
- 山田宗徧：松村達雄
茶人。吉良上野介と深いつながりを持つ。十二月十四日の吉良邸茶会に出席する。
- 紀伊國屋文左衛門：ラサール石井
江戸では指折りの豪商として、羽振りを利かせている。通称・「紀文大尽」。
- 宝井其角：国本武春
俳人。一蝶や紀伊国屋と交流がある。
- 服部嵐雪：ト字たかお
- 杉山杉風：野村信次
- 奈良屋茂左衛門：嶋田久作
- 綾瀬屋久兵衛：津村鷹志
- いく：根本りつ子
- お艶：中山エミリ
- 豊松：ダンカン
お艶の父。大工の棟梁。
- 山路：岡本真実
- 唐津縫之助：甲本雅裕
- 染八：山田まりや
- 八重垣：立河宜子
吉原の遊女だったが、のちに一蝶の妻になる。
- 初代並木千柳：笑福亭鶴瓶
- 五代目中村勘三郎：中村勘九郎（二役）
中村座の座元。赤穂浪士事件を基にした歌舞伎の演目を企画して、赤穂浪士で「稼がせてもらおう」とする。

### その他
- 公弁法親王：三代目中村橋之助
- 正親町公通：伊藤俊人
- 近衛基熙：石濱朗
- 近衛家熙：朝倉伸二
- 鷹司兼熙：頭師孝雄
- 佐藤直方：青野武（声のみ）
- 荻生徂徠：上杉祥三
- 林大学頭：田中亮一（声のみ）
- 寺井玄渓：伊藤哲哉
- 堀内源左衛門：中野誠也
- 『暫』のシテをつとめる歌舞伎役者：十二代目市川團十郎
- 小山屋の主人・弥兵衛：四代目桂三木助
- 山村屋金兵衛：古田新太
- 浮橋太夫：杉本彩
- 藤尾：羽野晶紀
- 玉路：小沢真珠
- むら：池田昌子
- おげん：石井トミコ
- 遊女・新珠：朝岡実嶺
- 笹屋の主人・清右衛門：明石家さんま

## スタッフ
- 脚本：中島丈博
- 原作：舟橋聖一（『新・忠臣蔵』より）
- 音楽：池辺晋一郎
- テーマ音楽演奏：NHK交響楽団
- テーマ音楽指揮：秋山和慶
- 演奏：東京コンサーツ
- 時代考証：竹内誠
- 風俗考証：小澤弘
- 建築考証：平井聖
- 衣装考証：小泉清子
- 振付・所作指導：猿若清三郎
- 殺陣・武術指導：林邦史朗
- 能指導：十六代目喜多六平太
- 邦楽指導：本條秀太郎
- 京ことば指導：大原穣子
- 香道指導：三條西古都
- 茶道指導：佐藤宗清
- 仏事指導：浦井正明
- 撮影協力：兵庫県赤穂市、吉良町、山形県米沢市、横浜三渓園
- 資料提供：三好一行、鈴木悦道、小野榮、保垣孝幸、小林喬
- CG制作：小畑正好、吉田祐司、馬島亮
- タイトル映像：片岡敬司、坂美佐子
- 題字：渡辺裕英
- 語り：国井雅比古、岸本多万重（元禄紀行）
- 制作統括：菅野高至
- 制作：古川法一郎
- 美術：藤井俊樹、岸聡光、小林史幸
- 技術：小林稔、渡部浩和
- 音響効果：山田正幸、岩崎進、太田岳二、臼井正明
- 撮影：川邨亮、森本祐二
- 照明：飯酒盃真司、佐野清隆
- 音声：松本恒雄、鈴木清人、冨沢裕、山中義弘
- 映像技術：中野朗、牧島清
- 美術進行：金田有司、井上博美、小林大介
- 記録：井上博美
- 編集：徳島小夜子
- 演出：大原誠、片岡敬司、遠藤理史／海辺潔、本木一博

## 放送
特記が無い限りNHKクロニクルのNHK番組表ヒストリーで確認。
- 平均視聴率は20.2%（視聴率は関東地区・ビデオリサーチ社調べ）[1]。

### 通常放送時間
- NHK総合テレビジョン：毎週日曜 20時00分 - 20時45分
- NHK衛星第2テレビジョン：毎週日曜 22時30分-23時15分（12回まで）、22時45分-23時30分[注釈 5]
- （再放送）NHK総合テレビジョン：毎週土曜 13時05分-13時50分[注釈 5]

### 放送日程
- 第1回と最終回は15分延長。
- 第14回は20時から統一地方選挙開票速報を放送するため45分繰り上げ。

| 放送回 | 放送日   | サブタイトル   | 演出     |
| ------ | -------- | -------------- | -------- |
| 第1回  | 1月10日  | 家老見習い     | 大原誠   |
| 第2回  | 1月17日  | 五代将軍綱吉   | 大原誠   |
| 第3回  | 1月24日  | お取り潰し     | 片岡敬司 |
| 第4回  | 1月31日  | 赤穂お国入り   | 片岡敬司 |
| 第5回  | 2月7日   | お世継ぎ祈願   | 遠藤理史 |
| 第6回  | 2月14日  | 殿中刃傷       | 遠藤理史 |
| 第7回  | 2月21日  | 華燭の典       | 大原誠   |
| 第8回  | 2月28日  | 内蔵助の縁談   | 大原誠   |
| 第9回  | 3月7日   | 野望           | 片岡敬司 |
| 第10回 | 3月14日  | 三人阿久利     | 片岡敬司 |
| 第11回 | 3月21日  | 養子縁組       | 遠藤理史 |
| 第12回 | 3月28日  | 城請け取り     | 遠藤理史 |
| 第13回 | 4月4日   | 誘拐           | 大原誠   |
| 第14回 | 4月11日  | 大名火消し     | 大原誠   |
| 第15回 | 4月18日  | 赤子騒動       | 片岡敬司 |
| 第16回 | 4月25日  | 蝮と毒虫       | 遠藤理史 |
| 第17回 | 5月2日   | 将軍暗殺       | 遠藤理史 |
| 第18回 | 5月9日   | 勅使饗応役     | 大原誠   |
| 第19回 | 5月16日  | 刃傷松の廊下   | 片岡敬司 |
| 第20回 | 5月23日  | 内匠頭切腹     | 片岡敬司 |
| 第21回 | 5月30日  | 大評定         | 大原誠   |
| 第22回 | 6月6日   | 神文血判       | 大原誠   |
| 第23回 | 6月13日  | 赤穂開城       | 大原誠   |
| 第24回 | 6月20日  | 鎮魂歌         | 遠藤理史 |
| 第25回 | 6月27日  | 山科閑居       | 片岡敬司 |
| 第26回 | 7月4日   | 江戸急進派     | 片岡敬司 |
| 第27回 | 7月11日  | 内蔵助江戸へ   | 海辺潔   |
| 第28回 | 7月18日  | 再開           | 海辺潔   |
| 第29回 | 7月25日  | 脱落者         | 遠藤理史 |
| 第30回 | 8月1日   | 辞世の句       | 片岡敬司 |
| 第31回 | 8月8日   | 浮さま         | 遠藤理史 |
| 第32回 | 8月15日  | お軽           | 本木一博 |
| 第33回 | 8月22日  | 一位さま       | 本木一博 |
| 第34回 | 8月29日  | 内蔵助外し     | 片岡敬司 |
| 第35回 | 9月5日   | 跡目相続       | 遠藤理史 |
| 第36回 | 9月12日  | 決断           | 大原誠   |
| 第37回 | 9月19日  | 幕府への反逆   | 本木一博 |
| 第38回 | 9月26日  | 神文返し       | 海辺潔   |
| 第39回 | 10月3日  | 訣別の朝       | 片岡敬司 |
| 第40回 | 10月10日 | 内蔵助東下り   | 大原誠   |
| 第41回 | 10月17日 | 吉良邸絵図     | 遠藤理史 |
| 第42回 | 10月24日 | 帰らぬ人々     | 片岡敬司 |
| 第43回 | 10月31日 | 吉良の茶会     | 大原誠   |
| 第44回 | 11月7日  | いざ討入り     | 遠藤理史 |
| 第45回 | 11月14日 | 討入り危うし   | 片岡敬司 |
| 第46回 | 11月21日 | 討入りの日     | 大原誠   |
| 第47回 | 11月28日 | 四十七士討入り | 遠藤理史 |
| 第48回 | 12月5日  | 四家お預け     | 片岡敬司 |
| 最終回 | 12月12日 | 忠義の士       | 大原誠   |

### 総集編
1. 時は元禄　　　12月27日　21:10-22:09
2. 刃傷松の廊下　12月28日　21:10-22:09
3. 討入りへの道　12月29日　21:10-22:09
4. 内蔵助切腹　　12月30日　21:10-22:09

## 関連商品
- 総集編のVHSはかなり早い段階で発売されていたが、完全版DVDの発売は長らく実現していなかった。2014年秋に完全版の発売が決定し、忠臣蔵を扱った大河作品では初めて完全版の発売が行われる作品となった。NHKアーカイブスでは視聴できない。
- 元禄繚乱 オリジナル・サウンドトラック（1999年8月25日発売）